# Première circonscription de la préfecture de Miyagi
La première circonscription de la préfecture de Miyagi (宮城県第1区, Miyagi-ken dai-ikku) est l'une des cinq circonscriptions législatives que compte la préfecture de Miyagi au Japon.

## Description géographique
Entre 1994 et 2017, la première circonscription de la préfecture de Miyagi regroupait les arrondissements d'Aoba et Taihaku de la ville de Sendai. Entre 2017 et 2022, elle comprenait l'arrondissement d'Aoba et la majeure partie de l'arrondissement de Taihaku. Depuis 2022, elle comprend de nouveau les deux arrondissements dans leur entier,.

## Députés
| Législature | Début de mandat | Fin de mandat | Député élu       | Parti politique | Parti politique |
| ----------- | --------------- | ------------- | ---------------- | --------------- | --------------- |
| 41e         | 1996            | 2000          | Kazuo Aichi (ja) |                 | Shinshintō      |
| 42e         | 2000            | 2003          | Azuma Konno (ja) |                 | PDJ             |
| 43e         | 2003            | 2005          | Azuma Konno (ja) |                 | PDJ             |
| 44e         | 2005            | 2009          | Tōru Doi (ja)    |                 | PLD             |
| 45e         | 2009            | 2012          | Kazuko Kōri      |                 | PDJ             |
| 46e         | 2012            | 2014          | Tōru Doi         |                 | PLD             |
| 47e         | 2014            | 2017          | Tōru Doi         |                 | PLD             |
| 48e         | 2017            | 2021          | Tōru Doi         |                 | PLD             |
| 49e         | 2021            | 2024          | Tōru Doi         |                 | PLD             |
| 50e         | 2024            | -             | Akiko Okamoto    |                 | PDC             |